# Niwa (Bihale)
Niwa – część wsi Bihale w Polsce, położona w województwie podkarpackim, w powiecie lubaczowskim, w gminie Wielkie Oczy.
W latach 1975–1998 Niwa należała administracyjnie do województwa przemyskiego.
Wierni Kościoła rzymskokatolickiego należą do parafii Opieki Matki Bożej Uzdrowienia Chorych w Bihalach.